# Миладинович, Иван
Иван Миладинович (серб. Иван Миладиновић; род. 14 августа 1994, Чуприя, Поморавский округ) — сербский футболист, защитник казахстанского клуба «Тобол»

## Карьера
Миладинович начал заниматься футболом в юношеской команде «Ягодины».
После молодёжной команды «Ягодины» защитник был дважды отдан в аренду в фарм-клуб, «Табане Трговацки». Аренды пришлись на первые половины сезонов 2013/14 и 2014/15. Всего за «Табане» Иван провёл 24 игры и забил 6 мячей в Сербской лиге Восток. 9 апреля 2014 года защитник дебютировал в составе «Ягодины», выйдя в конце матча кубка Сербии против ОФК.
На вторую половину сезона 2014/15 Миладинович вновь был отдан в аренду, на этот раз в «Слогу», выступавшую в Первой лиге. Дебютный матч за команду из Кралево Иван провёл 14 марта 2015 года против «Явора». Миладинович принял участие в 13 матчах за «Слогу», пропустив только две игры из-за дисквалификации.
После решения руководства «Ягодины» об омоложении состава перед началом сезона 2015/16 Иван был возвращён из аренды. В первом же туре чемпионата Миладинович появился в стартовом составе в игре с «Младостью».
4 июля 2018 заключил контракт с российским клубом «Сочи». Срок соглашения — 2 года. 12 августа Миладинович забил свой первый гол за российский клуб, сравняв счёт в матче с «Балтикой».
В январе 2020 года игрок заявил о желании получить российское гражданство и иметь право выступать за сборную России. В случае принятия гражданства, однако, выступать за сборную он сможет не раньше 2023 года при условии постоянного проживания на территории России не менее 5 лет.
Летом 2021 года перешел из «Сочи» в «Нижний Новгород» на правах аренды.
7 августа 2021 года в матче со столичным «Спартаком» во втором тайме произошло жёсткое столкновение в воздухе с Эсекьелем Понсе, после чего Миладинович упал на газон, потеряв сознание. Как сообщают некоторые источники, у Миладиновича была закрытая черепно-мозговая травма.
1 февраля 2024 года перешёл в казахстанский «Тобол» на правах свободного агента, заключив контракт до 31 декабря 2024 года.

## Достижения
«Тобол» Костанай
- Обладатель Суперкубка Казахстана: 2024